# Élection présidentielle américaine de 2020 dans le Wyoming
L'élection présidentielle américaine de 2020 dans le Wyoming a lieu le 3 novembre 2020 comme dans les 49 autres États et dans le district de Columbia. Les électeurs wyomingais choisissent des grands électeurs pour les représenter dans le collège électoral à travers un vote populaire. Le Wyoming possède en 2020 3 grands électeurs. L'État donne l'ensemble de ses grands électeurs au président sortant, le candidat républicain Donald Trump. 
Le candidat vainqueur de ce scrutin dans tout le pays sera néanmoins le candidat démocrate Joe Biden, qui sera investi 46e président des États-Unis le 20 janvier 2021. 